# جوردون بوهريج
جوردون بوهريج (بالإنجليزية: Gordon Buehrig)‏ (18 يونيو 1904 - 22 يناير 1990)، هو مصمم سيارات أمريكي. ولد في ماسون سيتي ، إلينوي، وكان لديه خبرة مبكرة في التصميم مع باكارد وجنرال موتورز وستوتز. في عام 1929 كان مسؤولاً عن تصميم الأجسام (التي بناها ويمان) لطائرة «ستوتز بلاك هوك» التي دخلت إلى لو مان.  في سن الخامسة والعشرين من عمره أصبح كبير مصممي الاجسام في دوسنبرغ، حيث صمم «الموديل J».إلتحق بشركة أوبورن للسيارات في أوبورن بولاية إنديانا في عام 1934، حيث أنتج سيارة «أوبورن سبيدستر» الشهيرة عام 1935.

## صور

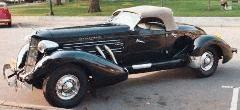
1935 أوبورن سبيدستر صممها جوردون بوهريج
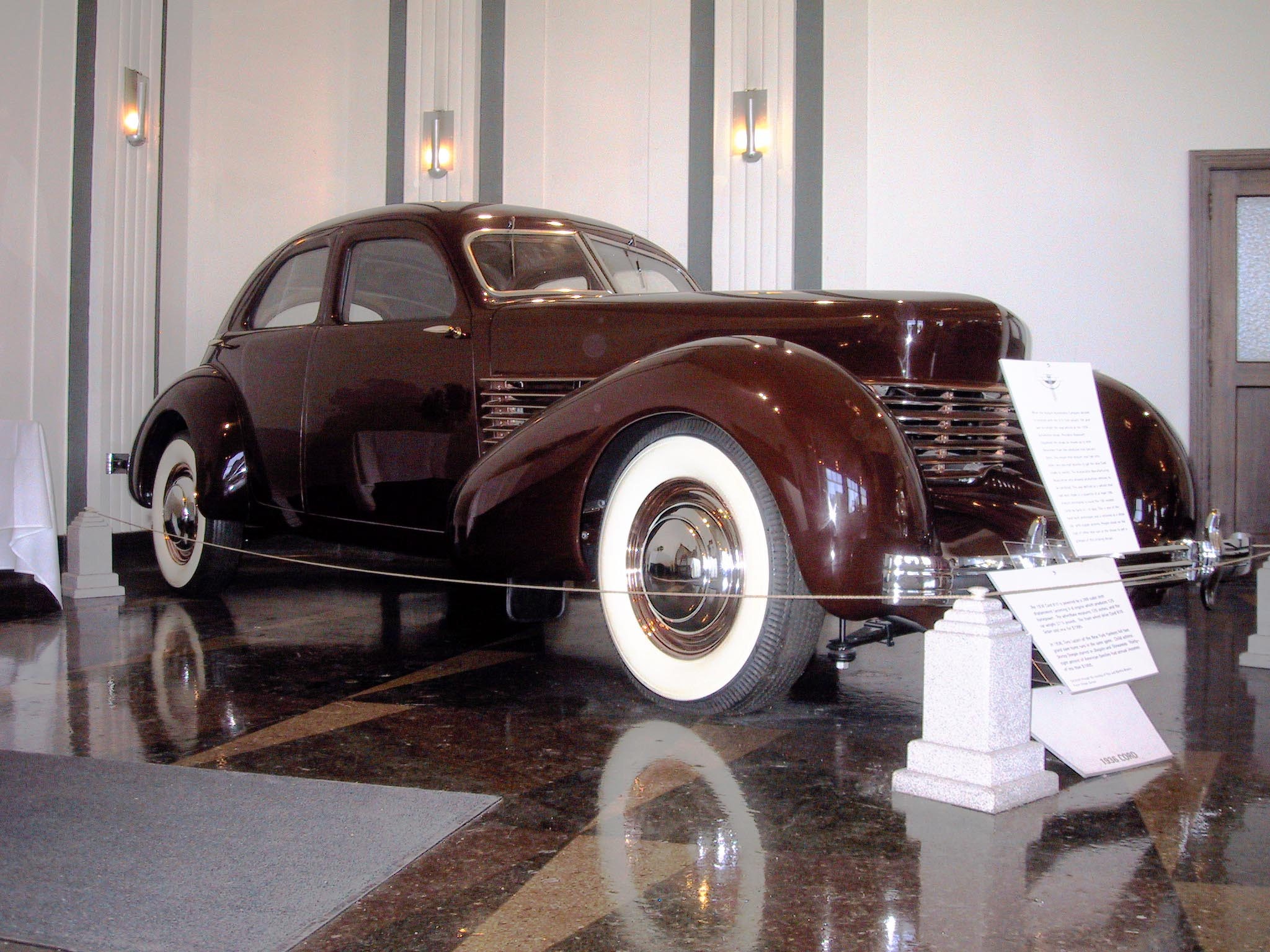
810 صممها جوردون بوهريج
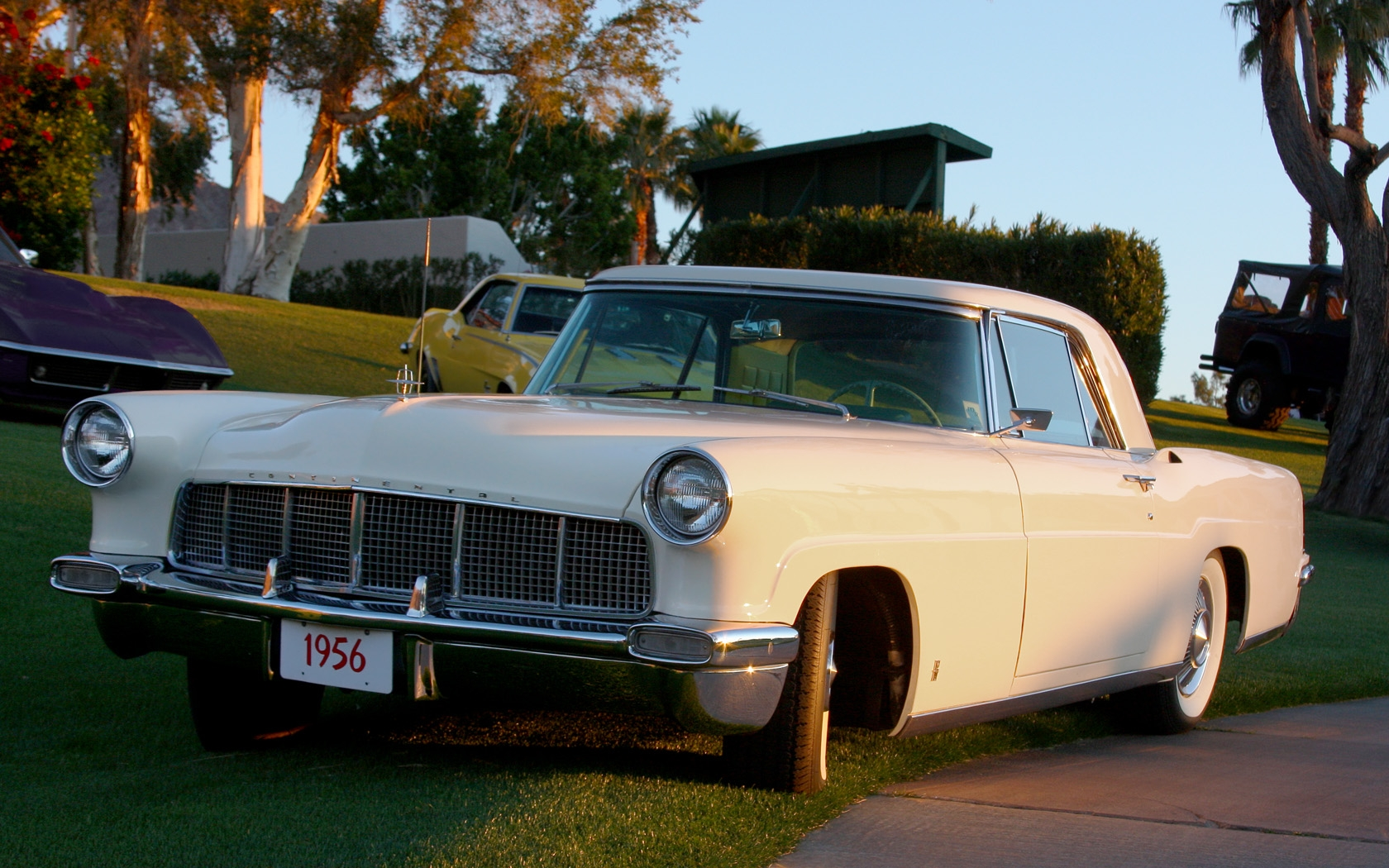
1956 كونتيننتال مارك الثاني

## روابط خارجية
- جوردون بوهريج على موقع فايند أغريف